# Diaphorus morio
Diaphorus morio är en tvåvingeart som först beskrevs av Meijere 1924.  Diaphorus morio ingår i släktet Diaphorus och familjen styltflugor. Inga underarter finns listade i Catalogue of Life.